# 史祥
史祥（?—?），字世休，朔方郡（郡治今陕西省靖边县东北），祖籍建康郡表氏县（今甘肃省高台县东北），隋朝军事人物。北周小司徒史寧之子。

## 生平
史祥少有文武才干。初仕北周，为太子車右中士，以父功袭爵武遂县公。隋文帝即位，任儀同，領交州事，進爵陽城郡公。史祥在交州有善政。数年後，受号驃騎将軍。589年（開皇九年），隋軍大举南征陳朝，史祥在宜陽公王世積属下。率水軍出九江道，作为先鋒战胜陳軍，進軍攻下江州。受到文帝赞賞，進位上開府。担任蘄州总管，受号左領左右将軍。後来担任行軍总管跟随晋王杨广討伐突厥，在灵武大破突厥軍。受号右衛将軍。
仁寿年間、史祥率兵屯守弘化，防御突厥侵攻。杨广为皇太子，史祥和杨广互通書信，受到親信待遇。
604年（仁寿四年），隋煬帝杨广即位，漢王楊諒起兵反叛，楊諒部将綦良从滏口攻打黎陽，以白馬津为要塞，余公理从太行南下河内。史祥为行軍总管，駐軍河陰，很久时间軍队没有渡河。史祥认为余公理轻率没有謀略，命軍中準備攻城具。余公理的间諜得知情况，屯兵河陽内城，防備史祥攻城。史祥命船只靠近黄河南岸，余公理聚集武装兵对抗史祥。史祥选拔精鋭从下流潜水渡黄河，余公理率兵抵抗他们。史祥到达須水，两军对峙，余公理战列未整，史祥开始出击，击破余公理。史祥又向東方赴黎陽对战綦良，綦良在作战前逃走，史祥追击，殺死一万人。史祥進位上大将軍，转任太僕卿。
不久升任鴻臚卿。607年（大業三年），突厥啓民可汗请求入朝，煬帝派遣史祥迎接。608年（大業四年），史祥参加遠征吐谷渾，率兵从間道击破吐谷渾，進位左光禄大夫。610年（大業六年），拜为左驍衛大将軍。612年（大業八年），遠征高句麗，史祥出蹋頓道，被高句麗軍击敗而撤退，被剥奪官爵，贬为庶民。后来任燕郡（今辽宁省义县）太守，被高開道乱軍包围。史祥称病不理事務。燕郡城被攻陷，高開道礼遇史祥。高開道后来和罗艺講和，送史祥去涿郡（今北京市），史祥在路上去世。

## 家庭

### 兄弟姐妹
- 史雄，北周使持节、骠骑大将军、开府仪同三司、大驭中大夫、安政郡公
- 史云，隋朝莱州刺史、武平县公
- 史威，隋朝武贲郎将、武当县公
- 史世贵，嫁隋朝使持节、上开府、毛州诸军事、毛州刺史、滑定公韦寿

### 子女
- 史崇基，隋朝豫章王库真、都督、阳城公世子[4]
- 史義隆，隋朝永年县县令
- 史氏，嫁段文振次子段世雅[5]

## 延伸阅读
[在维基数据编辑]
 《隋書·卷63》，出自魏徵《隋书》